# سینت پال-مینیاپولیس
سینت پال-مینیاپولیس (به انگلیسی: Minneapolis–Saint Paul) یک منطقه کلان‌شهری است که پیرامون رودخانه‌های رود میسیسیپی، رود مینه‌سوتا و سینت کرویکس ساخته شده‌است. این منطقه به خاطر دو شهر بزرگش، مینیاپولیس و سینت پال که به ترتیب پرجمعیت‌ترین شهر و پایتخت مینه‌سوتا هستند، معمولاً به شهرهای دوقلو مشهور است.
مینیاپولیس شدیداً تحت تأثیر میراث آغازین اسکاندیناوی و لوتریانیسم خود قرار دارد و بزرگ‌ترین جامعه سومالیایی در آمریکای شمالی را در خود جای داده‌است. سینت پال تحت تأثیر ریشه‌های آغازین کاتولیسیسم فرانسوی-کانادایی،  ایرلندی و آلمانی خود قرار دارد و هم‌اکنون دارای یک جامعهٔ پویا از مردم همونگ است.

## خصوصیات
سینت پل-مینیاپولیس ۲٬۶۵۰٬۸۹۰ نفر جمعیت دارد.